# Fuente teológica

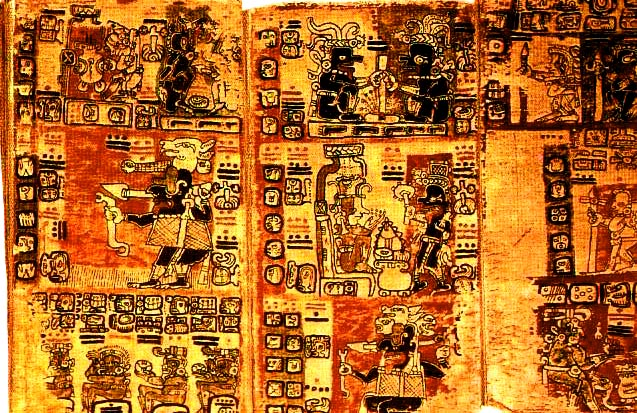
Codex Tro-Cortesianus, Códice maya (anterior al)

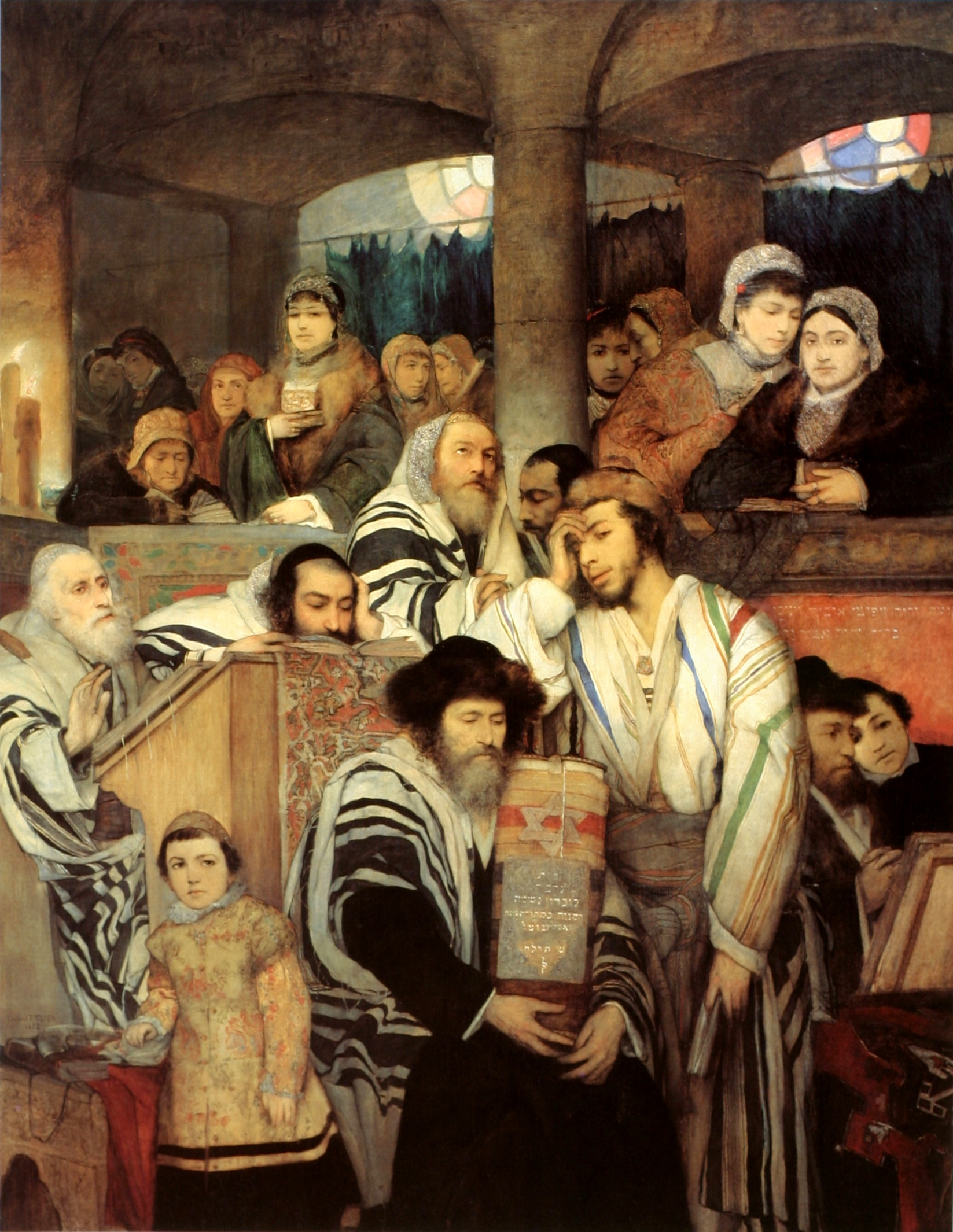
Judíos en la sinagoga en Yom Kippur. Maurycy Gottlieb, Viena 1878. El rabino sostiene la Torá.

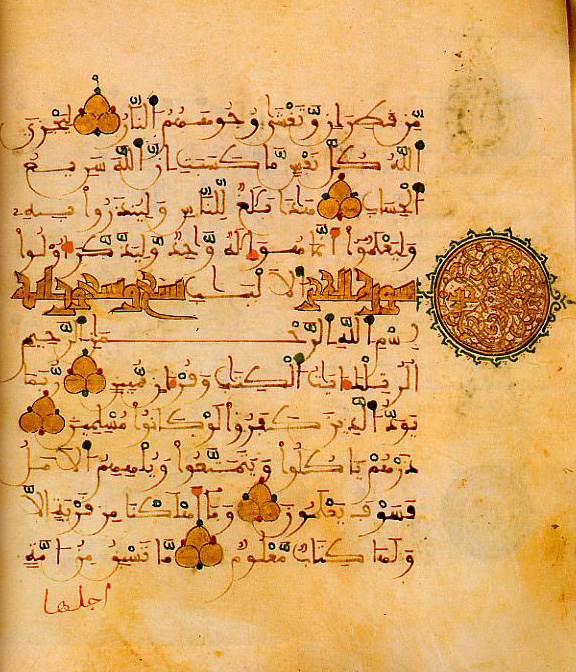
Corán andalusí,.

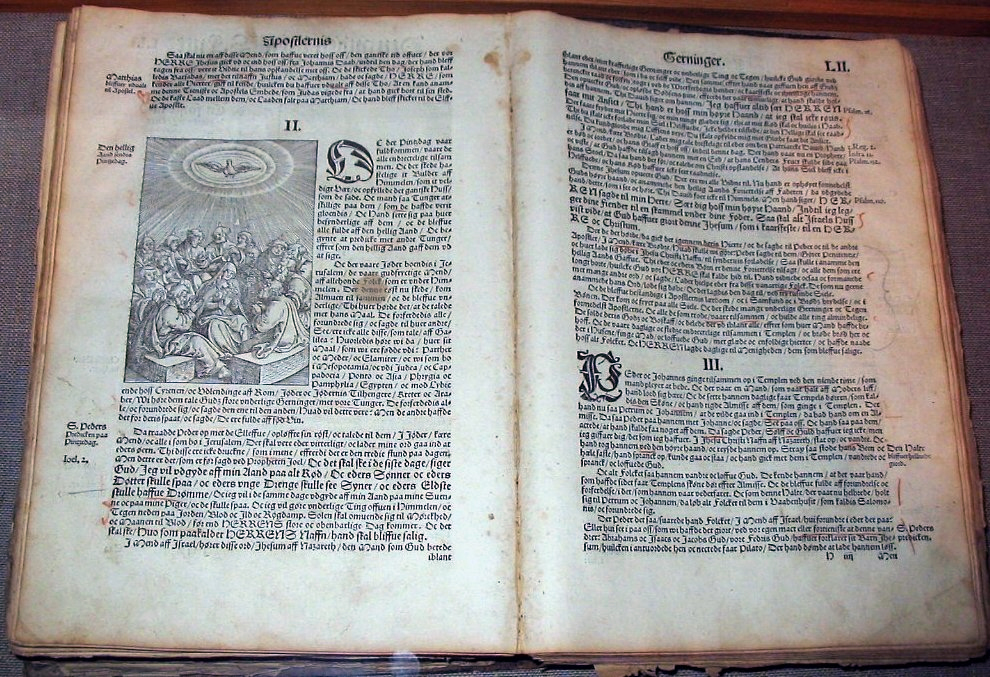
Biblia de Cristian III de Dinamarca, 1550, primera traducción al danés. La ilustración refleja el Pentecostés.

Fuente teológica es el término usado en teología para nombrar las fuentes de la argumentación en que se fundamenta este tipo de saber.

## Distintas religiones, distintas fuentes
Para cada religión tales fuentes son distintas, de modo que en teología no hay nada parecido al consenso científico que suele haber en las ciencias que se someten al método científico. En el caso más extremo (no compartido por todas las religiones ni dentro de estas por todos los creyentes), el argumento de autoridad de la Iglesia tendría preferencia sobre la lógica o la experiencia. Considerar sagrados los textos o fuentes documentales de su saber, convierte en problemático el estudio crítico de las mismas fuentes, que en algunas religiones se consideran verdad revelada (ver fuente bíblica y revelación divina).
Algunas religiones, y desde luego todas las religiones primitivas, son fundamentalmente ritos y creencias apoyadas en la tradición oral (ver fuentes orales). La comunicación de los hombres con el mundo sobrenatural imaginado adquiere a veces formas de lo que se denomina profecía o chamanismo, que en algunas ocasiones da lugar a relatos que guían la actividad humana: es el caso de los oráculos del mundo griego clásico y de los libros sibilinos que la Sibila de Cumas vendió a los romanos.  Muchas religiones (correspondientes a las zonas del mundo donde se alcanzó el desarrollo histórico ligado a la invención de la escritura) disponen de textos sagrados: el Libro de los muertos del Antiguo Egipto, la Epopeya de Gilgamesh en Sumeria (ambos precedentes de distintos relatos bíblicos), los Vedas del Hinduismo, o el Popol Vuh de los mayas, por ejemplo.
No obstante, existe una diferencia esencial entre las religiones monoteístas y las demás: consideran sus textos como revelación directa del único Dios y mecanismo para la salvación espiritual del hombre (aunque en grado diferente según la interpretación de cada variante). La expresión islámica gentes del libro para denominar a cristianos y judíos es suficientemente elocuente: Torá, Biblia y Corán son literalmente Palabra de Dios para judíos, cristianos y musulmanes.